# Pieter Boddaert
Pieter Boddaert ( 1730 o 1733, - 1795 o 1796) fue un médico y naturalista neerlandés.

## Biografía
Hijo del jurista y poeta del mismo nombre Middelburg (1694-1760), obtiene su Ph.D. en la Universidad de Utrecht, en 1764 y pasa a conferencista de historia natural en esa Universidad.
Catorce misivas sobreviven de su correspondencia con Carlos Linneo entre 1768 y 1775. Fue amigo de Albert Schlosser, cuyo gabinete de "curiosidades" (objetos de historia natural) describe.
En 1783 publicó cincuenta copias de una "Clave de identificación de los dibujos de Edmé-Louis Daubenton", mientras asignaba los nombres científicos a las láminas. Muchos de estos primeros nombres científicos en ser propuestos permanecen en uso aún hoy.
En 1785 publicó Elenchus Animalium que incluyó los primeros nombres binomiales para varios mamíferos incluso el Quagga, Equus quagga quagga y el tarpán, Equus ferus.

## Publicaciones
- Boddaert, P. (1783). Table des planches enluminéez d'histoire naturelle de M. D'Aubenton: avec les denominations de M.M. de Buffon, Brisson, Edwards, Linnaeus et Latham, precedé d'une notice des principaux ouvrages zoologiques enluminés. pp. I-XV, 1-58, 1-9. Utrecht. Disponible en Biodiversitas Heritage Library.

## Honores
Fue miembro en 1771 de la Deutsche Akademie der Naturforscher Leopoldina (Academia Leopoldina)

## Abreviatura (zoología)
La abreviatura Boddaert  se emplea para indicar a Pieter Boddaert como autoridad en la descripción y taxonomía en zoología.